# Zero no tsukaima: Shōakuma to shunpū concerto
Zero no tsukaima: Shōakuma to shunpū concerto (ゼロの使い魔 小悪魔と春風の協奏曲?) è una visual novel sviluppata e pubblicata dalla Marvelous Interactive per PlayStation 2. Il videogioco è stato distribuito esclusivamente in Giappone il 15 febbraio 2007, in edizione regolare e limitata.

## Accoglienza
Zero no tsukaima: Shōakuma to shunpū concerto ha ottenuto un punteggio di 24/40 dalla rivista Famitsū, basato sulla somma dei punteggi (da 0 a 10) dati al gioco da quattro recensori della rivista.